# Lista das cidades mais populosas da Austrália
Esta é uma lista das cidades mais populosas da Austrália, com estimativas do Australian Census Bureau 2021 para junho de 2020. A Austrália é um país localizado na Oceania, que compreende a menor área continental do mundo, ocupando mais de 90% da área do continente. O país é dividido em seis estados e dois territórios. Sua área é de 7 741 220, sendo o sexto maior país do mundo em área territorial.Também são possuídas muitas áreas territoriais nesse território.
A cidade mais populosa da Austrália é Sydney, capital do estado de Nova Gales do Sul, com mais de 5,6 milhões de habitantes, seguido por Melbourne com 4,4 milhões e Brisbane, com um mais de 2 milhões de habitantes. A capital do país, Camberra, aparece em nono lugar, com cerca de 480 mil habitantes. Abaixo, as capitais aparecerão a negrito.

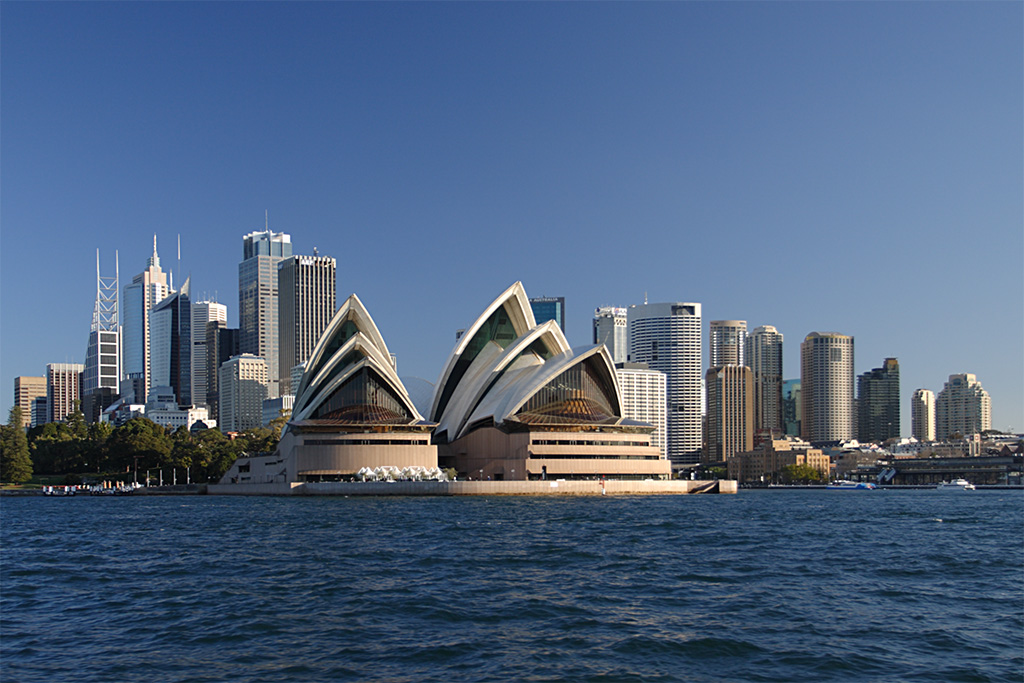
Sydney, capital de Nova Gales do Sul, é a cidade mais populosa da Austrália.

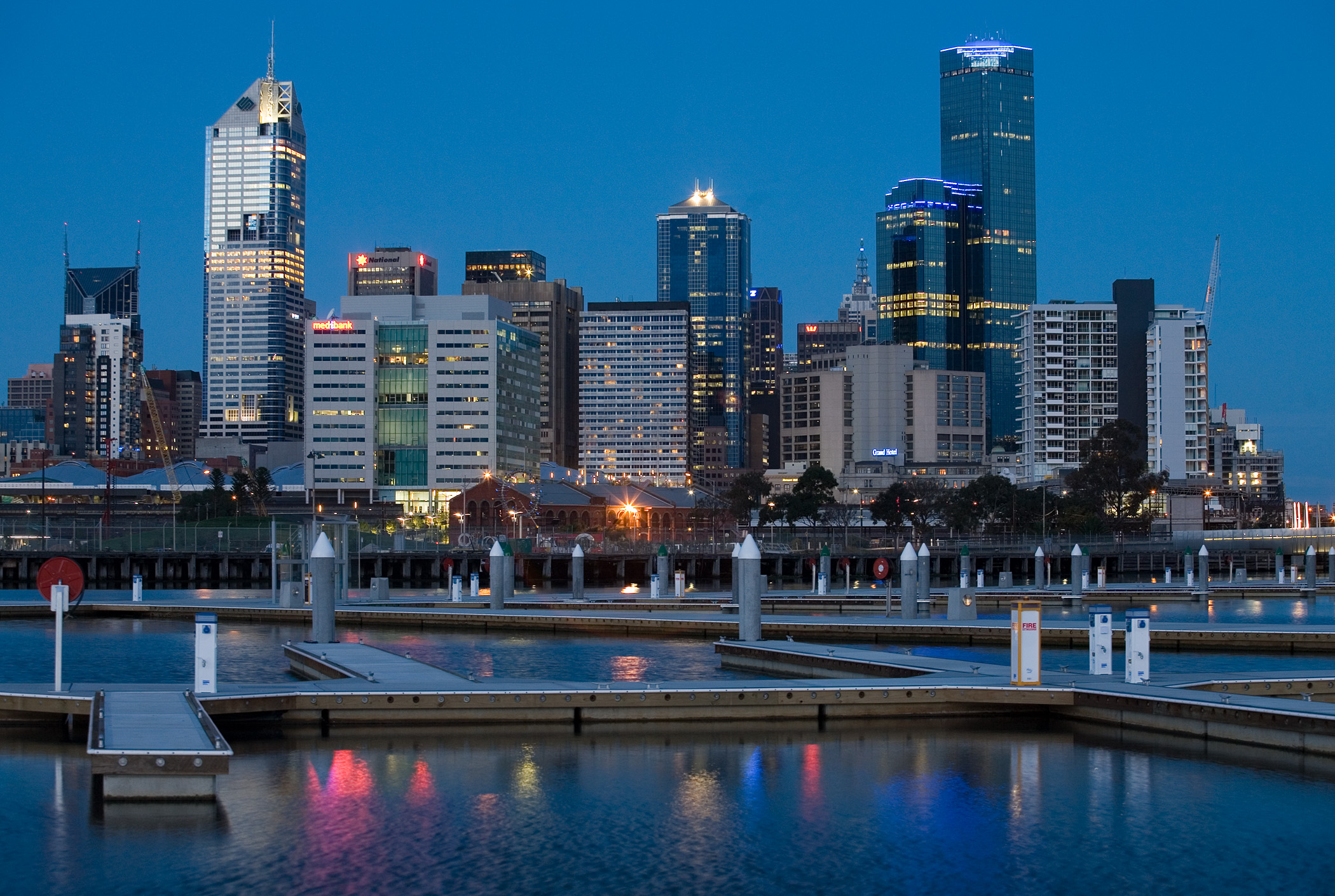
Melbourne, capital do estado de Victoria, é segunda cidade mais populosa do país.

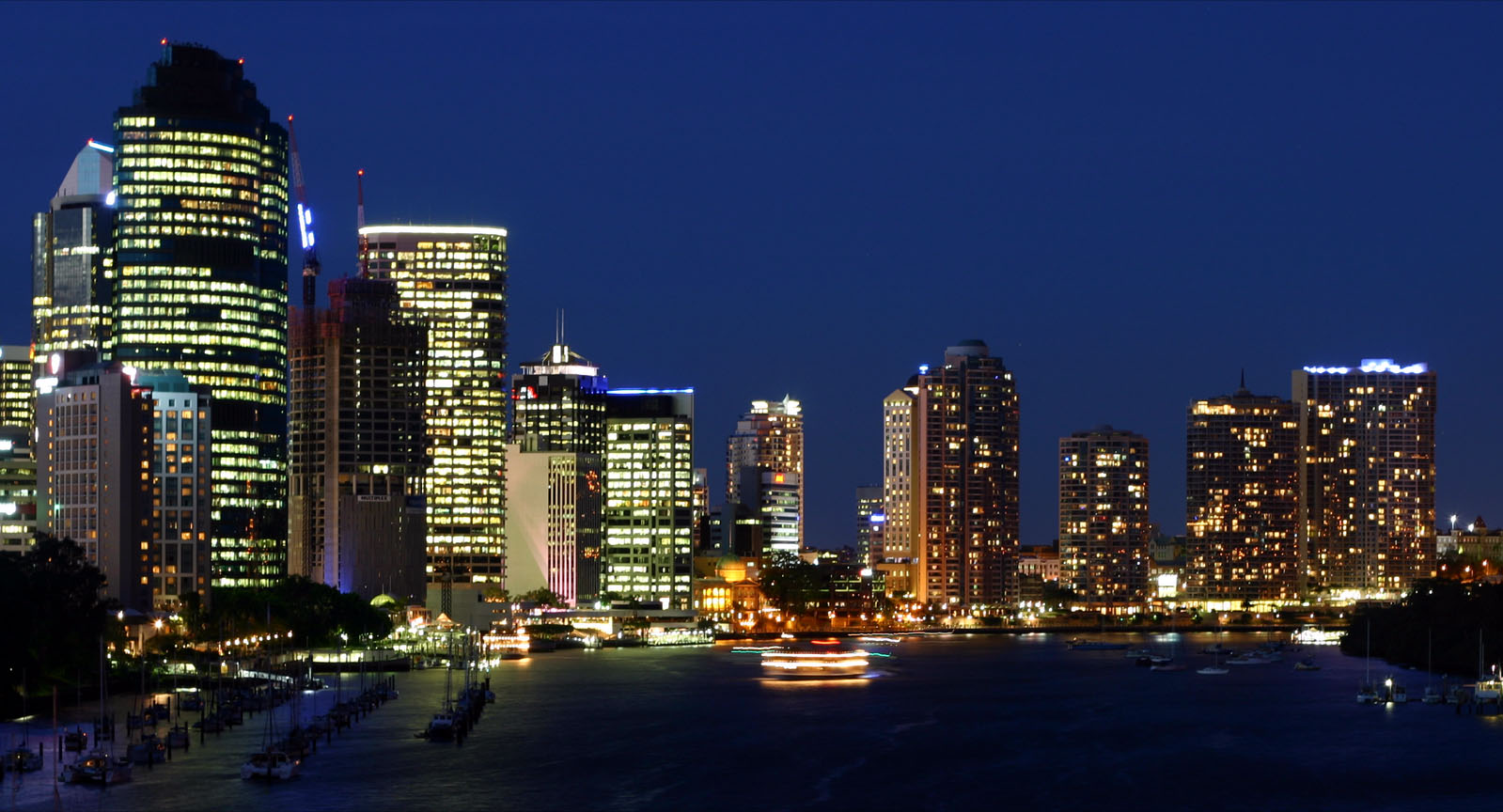
Brisbane, capital do estado Queensland, ocupa a terceira posição entre as cidades australianas mais populosas.

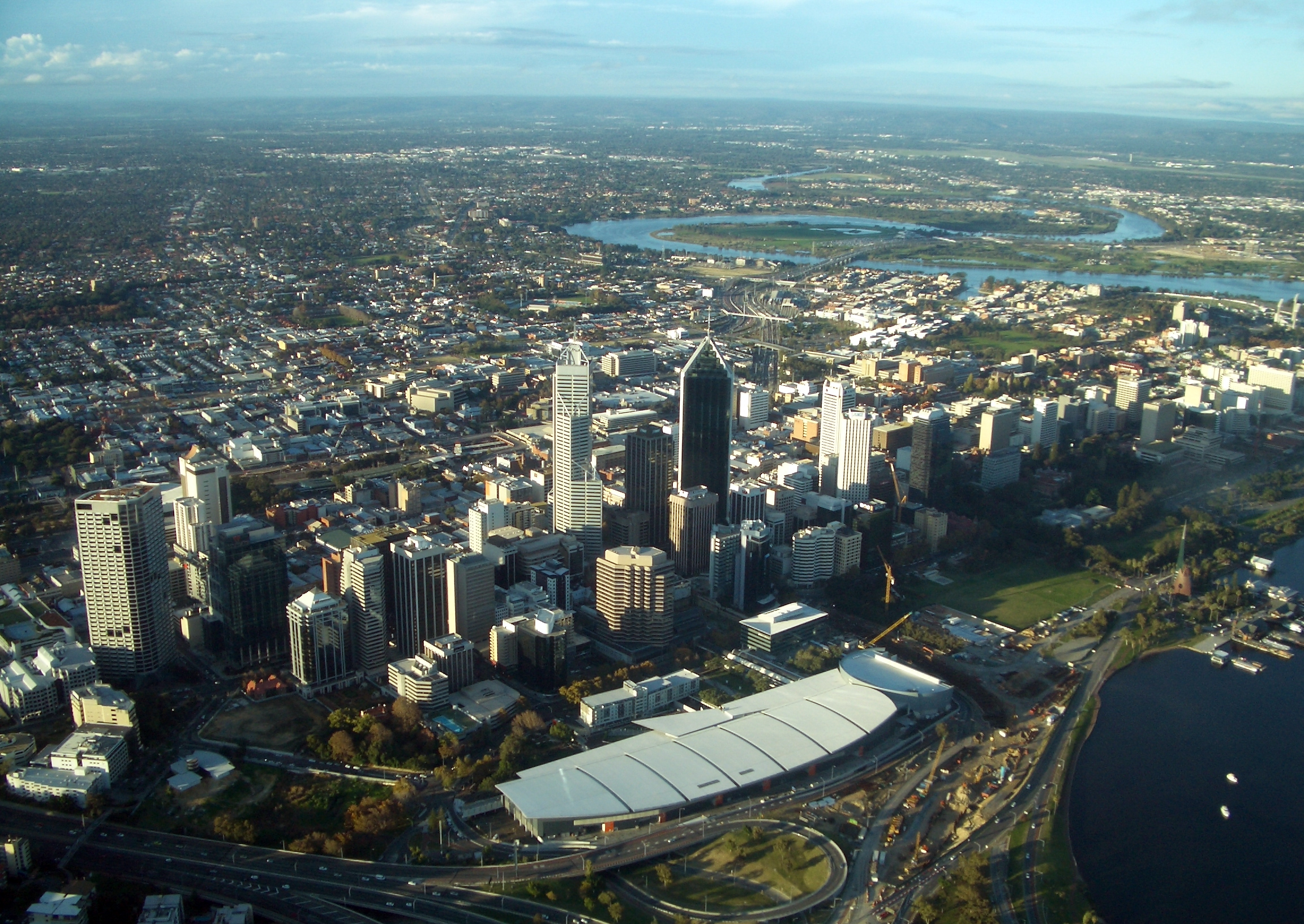
Perth é a capital do estado de Austrália Ocidental e está na quarta posição dentre as cidades mais populosas da Austrália.

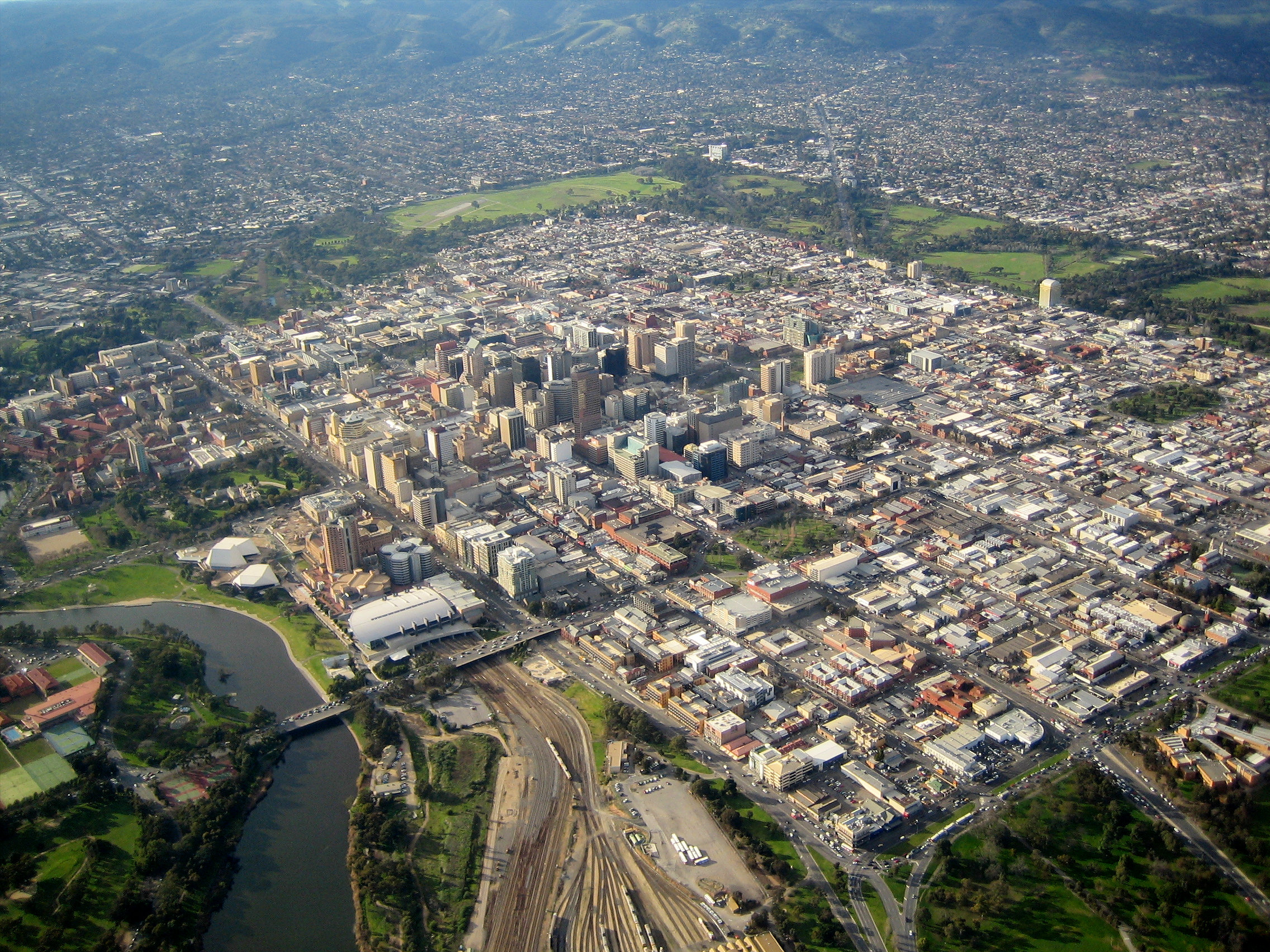
Adelaide é a capital do estado da Austrália Meridional, é a quinta cidade mais populosa do país.

| #  | Cidade             | Estado/Território                 | População [2020] | População [2009] |
| -- | ------------------ | --------------------------------- | ---------------- | ---------------- |
| 1  | Sydney             | Nova Gales do Sul                 | 5 626 189        | 4 757 083        |
| 2  | Melbourne          | Victoria                          | 4 450 139        | 3 995 537        |
| 3  | Brisbane           | Queensland                        | 2 325 518        | 2 004 262        |
| 4  | Perth              | Austrália Ocidental               | 1 939 247        | 1 658 992        |
| 5  | Adelaide           | Austrália Meridional              | 1 306 523        | 1 187 466        |
| 6  | Gold Coast         | Queensland                        | 597 116          | 577 977          |
| 7  | Tweed Heads        | Nova Gales do Sul                 | 593 330          | 576 115          |
| 8  | Newcastle          | Nova Gales do Sul                 | 571 124          | 540 796          |
| 9  | Camberra           | Território da Capital Australiana | 480 322          | 403 118          |
| 10 | Queanbeyan         | Nova Gales do Sul                 | 432 095          | 401 127          |
| 11 | Wollongong         | Nova Gales do Sul                 | 312 029          | 288 984          |
| 12 | Sunshine Coast     | Queensland                        | 268 124          | 245 309          |
| 13 | Hobart             | Tasmânia                          | 218 764          | 212 019          |
| 14 | Geelong            | Victoria                          | 202 446          | 175 803          |
| 15 | Townsville         | Queensland                        | 185 007          | 168 402          |
| 16 | Cairns             | Queensland                        | 170 852          | 147 118          |
| 17 | Toowoomba          | Queensland                        | 144 213          | 128 600          |
| 18 | Darwin             | Território do Norte               | 130 479          | 124 760          |
| 19 | Wodonga            | Victoria                          | 118 909          | 104 273          |
| 20 | Albury             | Nova Gales do Sul                 | 118 637          | 104 609          |
| 21 | Launceston         | Tasmânia                          | 109 240          | 105 445          |
| 22 | Ballarat           | Victoria                          | 103 812          | 94 088           |
| 23 | Bendigo            | Victoria                          | 97 031           | 89 995           |
| 24 | Mackay             | Queensland                        | 90 513           | 83 680           |
| 25 | Mandurah           | Austrália Ocidental               | 89 150           | 83 032           |
| 26 | La Trobe Valley    | Victoria                          | 86 621           | 79 964           |
| 27 | Devonport          | Tasmânia                          | 84 216           | 82 102           |
| 28 | Rockhampton        | Queensland                        | 80 042           | 77 017           |
| 29 | Bundaberg          | Queensland                        | 70 403           | 67 840           |
| 30 | Bunbury            | Austrália Ocidental               | 69 872           | 66 117           |
| 31 | Hervey Bay         | Queensland                        | 62 174           | 58 902           |
| 32 | Wagga Wagga        | Nova Gales do Sul                 | 61 534           | 58 046           |
| 33 | Coffs Harbour      | Nova Gales do Sul                 | 55 348           | 52 517           |
| 34 | Mildura            | Victoria                          | 54 330           | 50 042           |
| 35 | Gladstone          | Queensland                        | 53 209           | 50 538           |
| 36 | Shepparton         | Victoria                          | 50 166           | 48 926           |
| 37 | Tamworth           | Nova Gales do Sul                 | 48 323           | 46 695           |
| 38 | Port Macquarie     | Nova Gales do Sul                 | 44 135           | 43 561           |
| 39 | Orange             | Nova Gales do Sul                 | 43 329           | 38 685           |
| 40 | Dubbo              | Nova Gales do Sul                 | 39 288           | 37 491           |
| 41 | Warrnambool        | Victoria                          | 37 874           | 33 374           |
| 42 | Geraldton          | Austrália Ocidental               | 37 140           | 36 343           |
| 43 | Nowra              | Nova Gales do Sul                 | 34 839           | 33 985           |
| 44 | Bathurst           | Nova Gales do Sul                 | 34 754           | 33 793           |
| 45 | Lismore            | Nova Gales do Sul                 | 32 787           | 32 291           |
| 46 | Kalgoorlie-Boulder | Austrália Ocidental               | 32 159           | 32 250           |